# Armando Dell'Aquila
Armando Dell'Aquila (Scafati, 20 de agosto de 1987) es un deportista italiano que compitió en remo.
Ganó siete medallas en el Campeonato Mundial de Remo entre los años 2007 y 2014, y tres medallas de oro en el Campeonato Europeo de Remo entre los años 2008 y 2012.

## Palmarés internacional
| Campeonato Mundial | Campeonato Mundial          | Campeonato Mundial | Campeonato Mundial        |
| Año                | Lugar                       | Medalla            | Prueba                    |
| ------------------ | --------------------------- | ------------------ | ------------------------- |
| 2007               | Múnich (Alemania)           | Medalla de oro     | Dos sin timonel ligero    |
| 2008               | Ottensheim (Austria)        | Medalla de plata   | Dos sin timonel ligero    |
| 2009               | Poznań (Polonia)            | Medalla de plata   | Dos sin timonel ligero    |
| 2010               | Cambridge (Nueva Zelanda)   | Medalla de bronce  | Ocho con timonel ligero   |
| 2011               | Bled (Eslovenia)            | Medalla de plata   | Dos sin timonel ligero    |
| 2012               | Plovdiv (Bulgaria)          | Medalla de oro     | Dos sin timonel ligero    |
| 2014               | Ámsterdam (Países Bajos)    | Medalla de plata   | Ocho con timonel ligero   |
| Campeonato Europeo |                             |                    |                           |
| Año                | Lugar                       | Medalla            | Prueba                    |
| 2008               | Maratón (Grecia)            | Medalla de oro     | Cuatro sin timonel ligero |
| 2010               | Montemor-o-Velho (Portugal) | Medalla de oro     | Ocho con timonel ligero   |
| 2012               | Varese (Italia)             | Medalla de oro     | Cuatro sin timonel ligero |